# Леер, Антон Лаврентьевич
Антон Лаврентьевич Леер (1771, Баден-Баден — 1848) — немецко-российский архитектор. Известен своими работами в Нижнем Новгороде, где он жил с 1818 по 1842 год.

## Биография
Антон Лаврентьевич родился в семье архитектора. В Россию приехал в 1804 году. Карьеру начал как помощник И. В. Краузе на строительстве Дерптского университета.

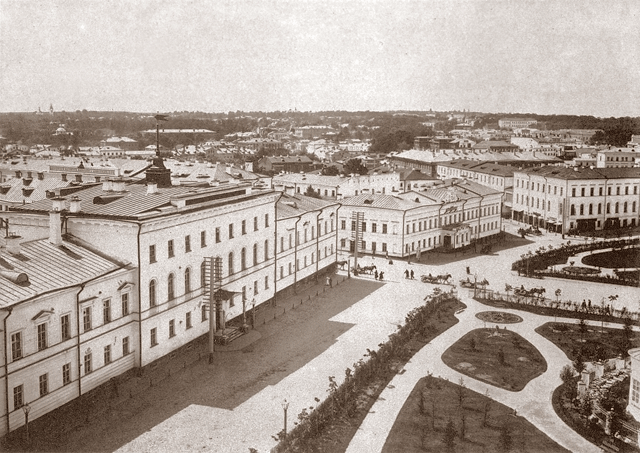
Здание гимназии — слева, почтовая контора — справа. 1890-е гг.

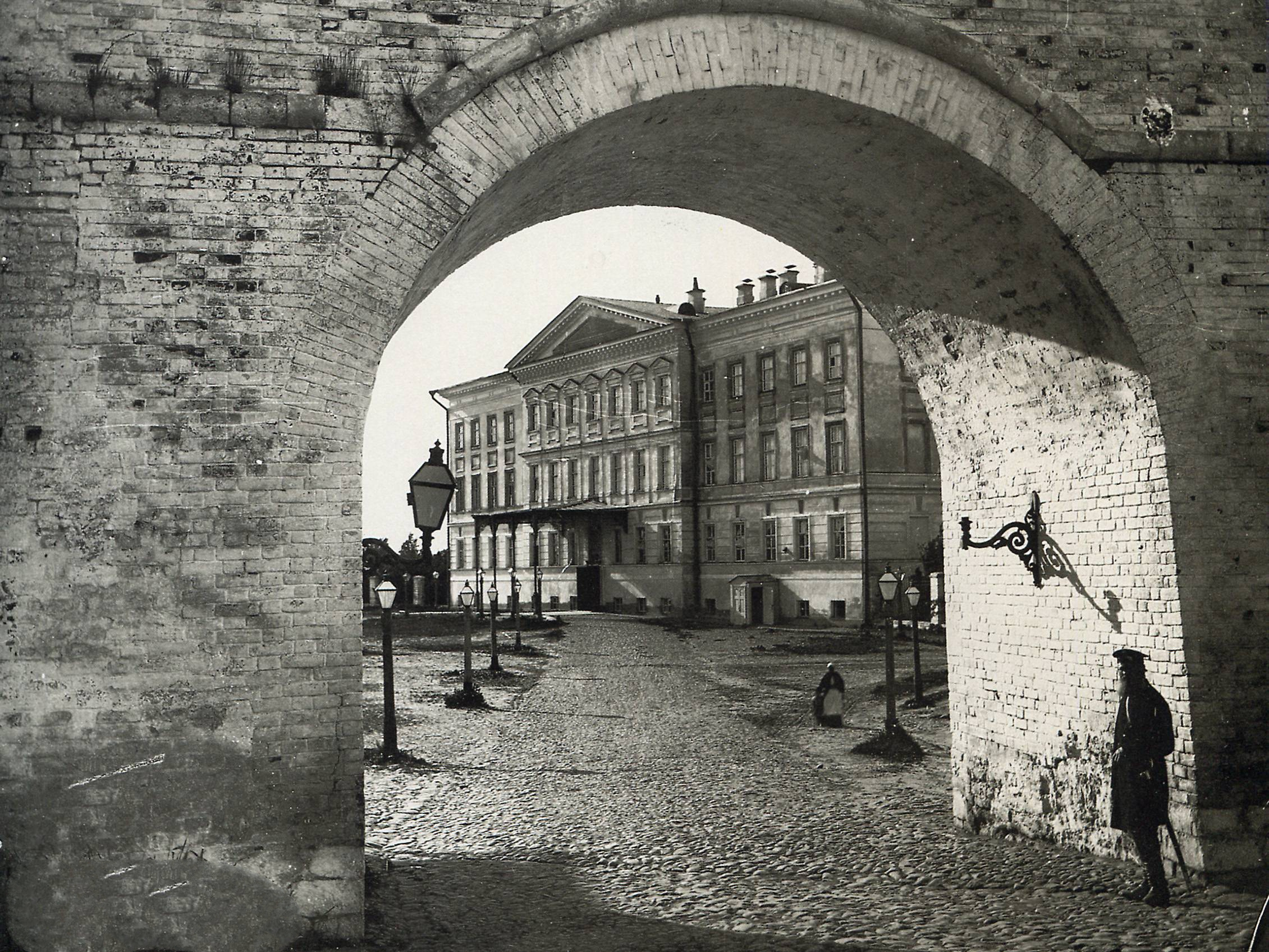
Вид на дом губернатора через проломные ворота возле Пороховой башни. Фотография 1910 года

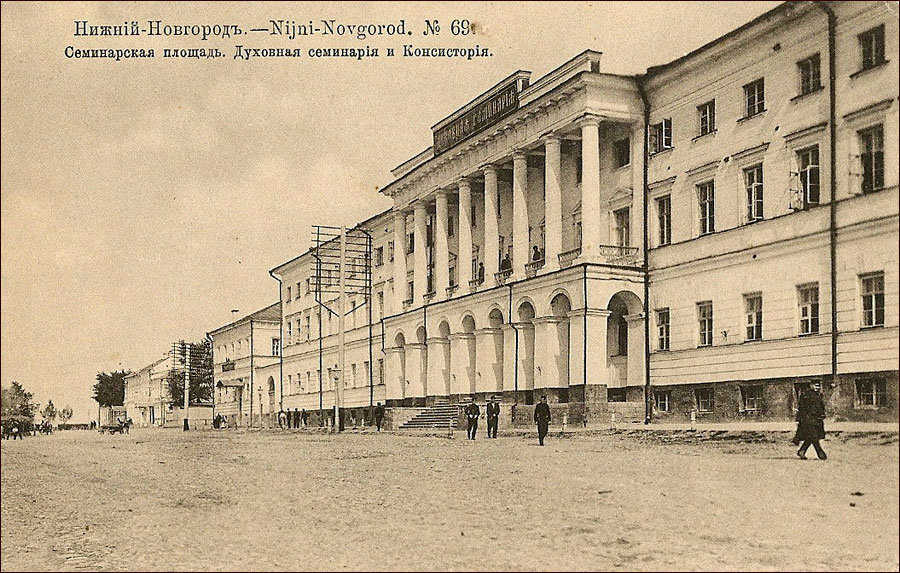
Духовная семинария на Семинарской площади

В 1809 году определен под ведение генерал-лейтенанта А. А. Бетанкура к переделке машин ассигнационной фабрики в Царском Селе. Потом был направлен в Тулу на государственные оружейные заводы для установки паровых машин, после чего был переведен механиком гидравлических сооружений на Охтинский пороховой завод Петербурга. В 1816 году вновь поступил в распоряжение А. А. Бетанкура на строительстве нового здания столичного Ассигнационного банка.
В 1818 году был определен одним из архитекторов ярмарочного гостиного двора под началом Бетанкура и переехал в Нижний Новгород. Главной обязанностью Леера стали многочисленные ежегодные ремонты существующих ярмарочных зданий и возведение новых. Так в 1825—1826 годах он руководил постройкой армянской церкви, мечети и корпуса церковного причта. В 1828 году строил на ярмарке деревянный корпус купеческой больницы. Принимал участие в укреплении фашинами берегов Стрелицы.
В 1822—1823 годах руководил ремонтом Спасо-Преображенского собора. После этой работы духовные власти стали часто обращаться к нему с предложениями частным порядком составить фасады и сметы на ремонт сельских церквей, зданий, духовных училищ и монастырей. Так он разработал проект и построил новое здание нижегородской духовной семинарии, участвовал в постройке Алексеевской церкви в Благовещенском монастыре. Также им были перестроены Никольская Верхнепосадская церковь, храм Рождества Иоанна Предтечи на торгу, каменные церкви сел Толмачево и Фокино.
С 1834 года Леер вместе с архитектором И. Е. Ефимовым участвует в кардинальном переустройстве Благовещенской площади. С 1836 года служит в руководимом Ефимовым строительном комитете, созданном для воплощения в жизнь личных указаний императора Николая I по масштабному преобразованию и благоустройству губернского центра. В этот период по их проекту строятся протяженные корпуса Верхнепосадских общественных лавок, «обнимающие» Мытный рынок; разбирается часть кремлевской стены между Пороховой и Георгиевской башнями и оборудуется арочный проход на территорию кремля; по планам-фасадам Леера перестраиваются здания почтовой конторы и губернской гимназии.
По проектам Леера возводилось много частных каменных и деревянных домов. В своих архитектурных решениях он следовал традиции русского классицизма с его непременным ордером, симметрией в поэтажной планировке, строгой регулярностью в распределении архитектурных масс в общей композиции, раскраской фасадов с выделением белым цветом элементов ордера, рустовки и профилей. В Нижнем Новгороде сохранилось много домов являющихся объектами культурного наследия, построенных по проектам Леера. Среди них доходный дом Ненюковых в Благовещенской слободе (ул. Черниговская, 15), усадьба князей Кугушевых на ул. Сергиевской, доходный дом Ясырёвых (ул. Рождественская, 37), дом Я. Наченского (ул. Пискунова, 28) и многие другие.
В 1837 году при строительстве губернаторского дворца в кремле подрядчики подали жалобу, что Леер задерживает начало строительных работ, что было расценено губернатором М. Бутурлиным как нарушение «высочайших установлений о порядках». Леера отстранили от дел и отдали под суд. В 1840 году он был полностью оправдан, время нахождения под судом зачислено в службу, но губернатор по-прежнему не допускал Леера к исполнению должностных обязанностей и считал его своим личным врагом. Под давлением этих обстоятельств в 1842 году Леер переезжает в Санкт-Петербург, где служит инженером II отделения I округа путей сообщения.

## Сохранившиеся здания

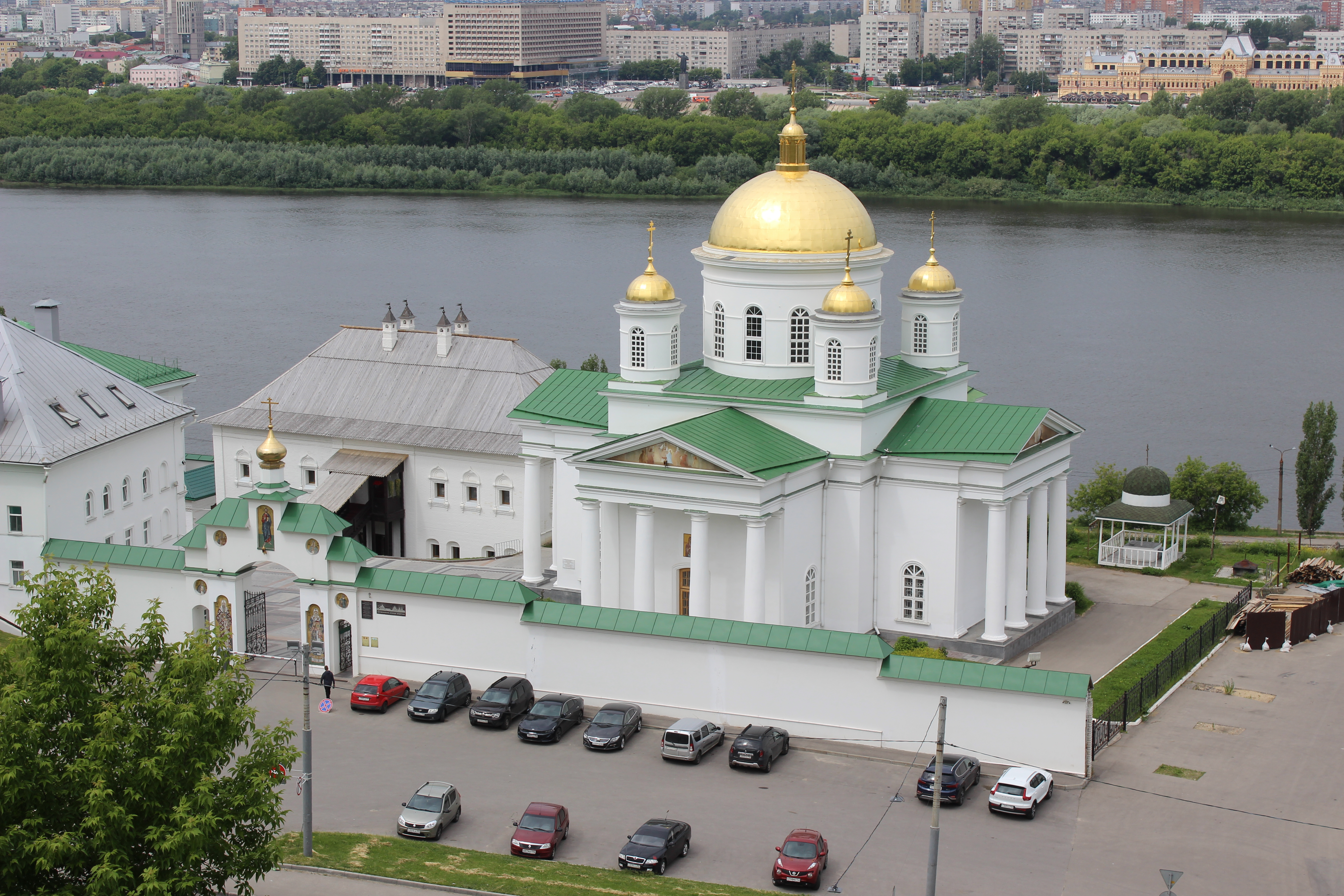
Благовещенский монастырь, церковь святителя Алексия
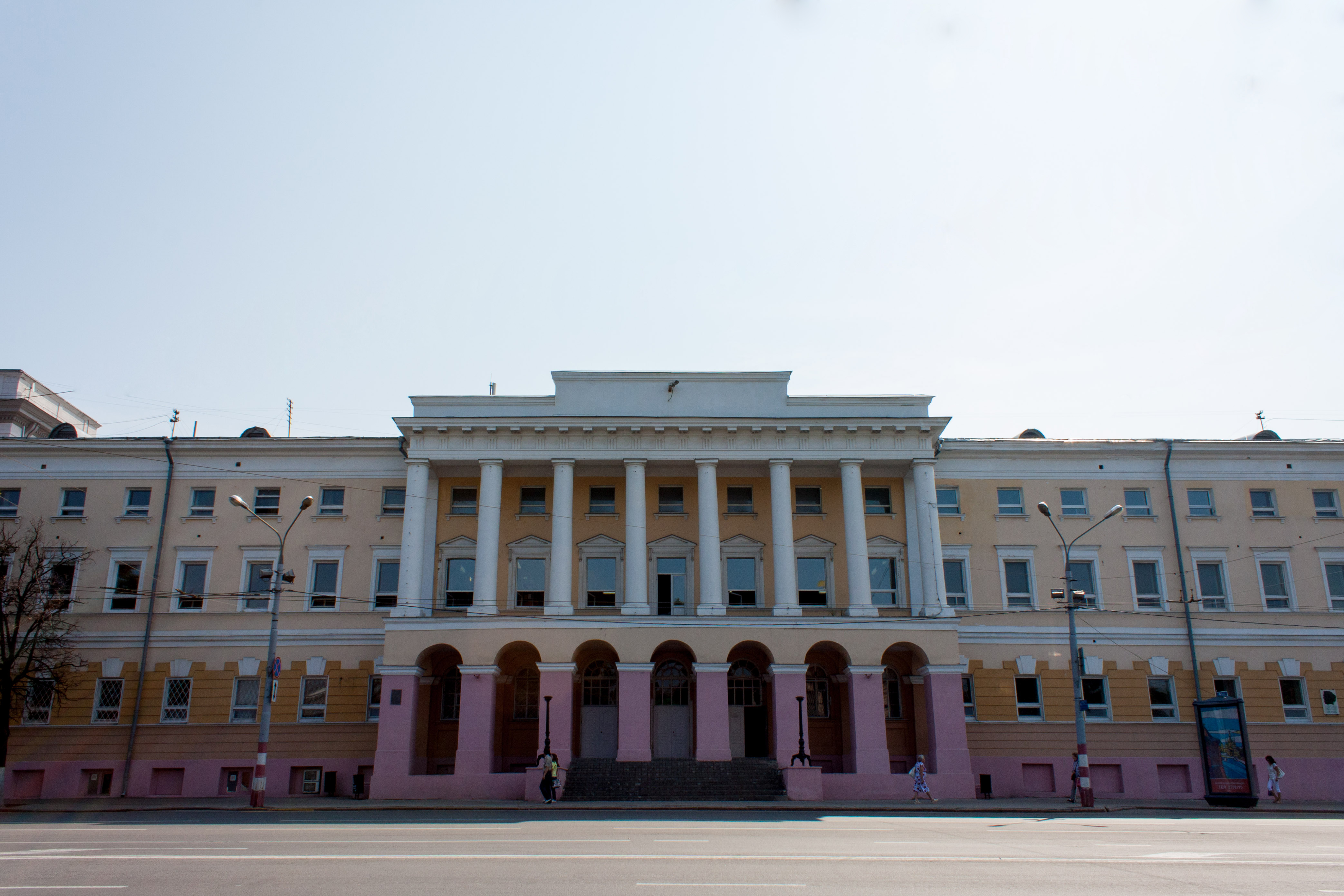
Здание нижегородской семинарии. Пл. Минина и Пожарского, 7
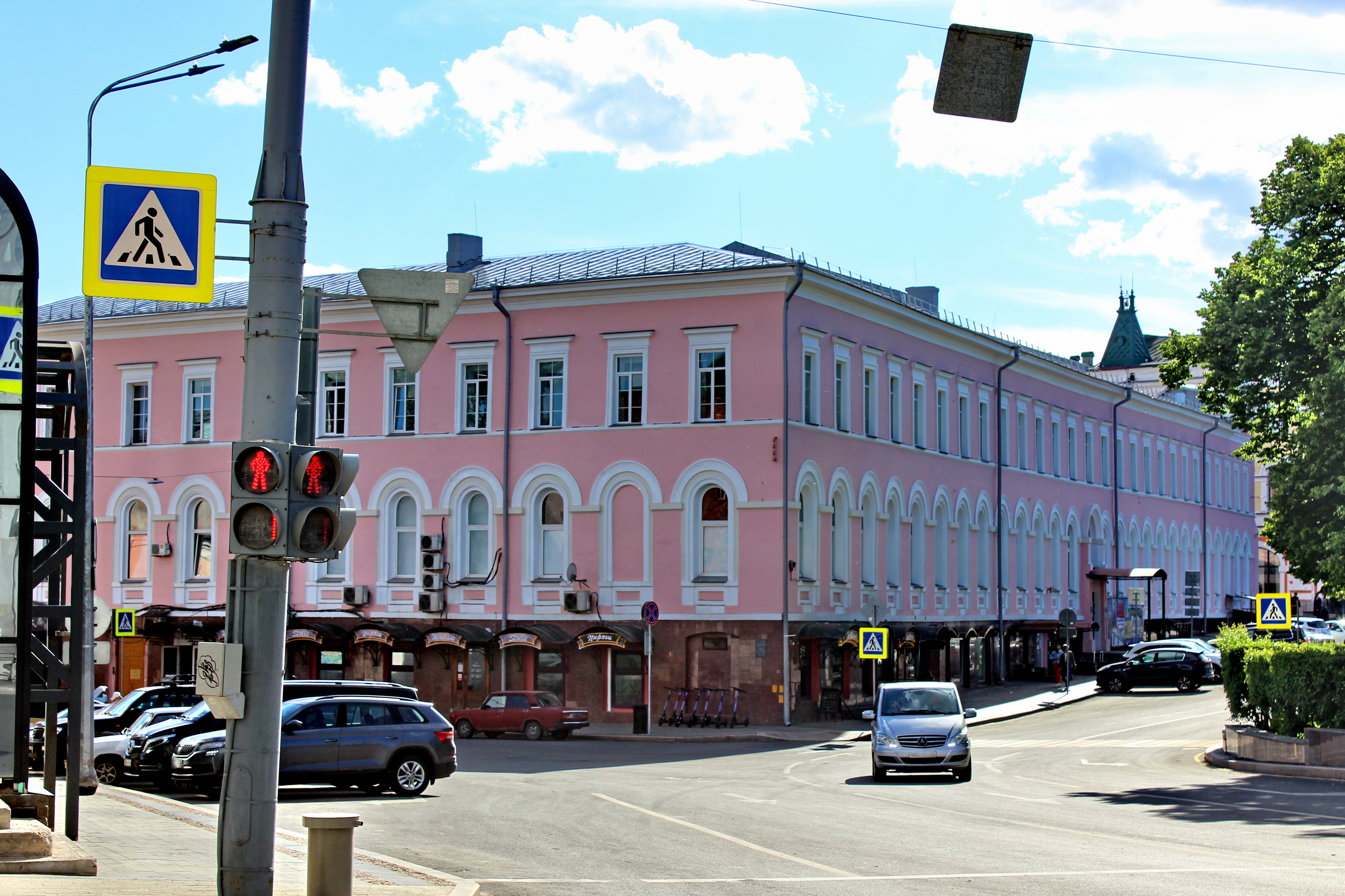
Корпус верхнепосадских торговых рядов. Пл. Минина и Пожарского, 2к2
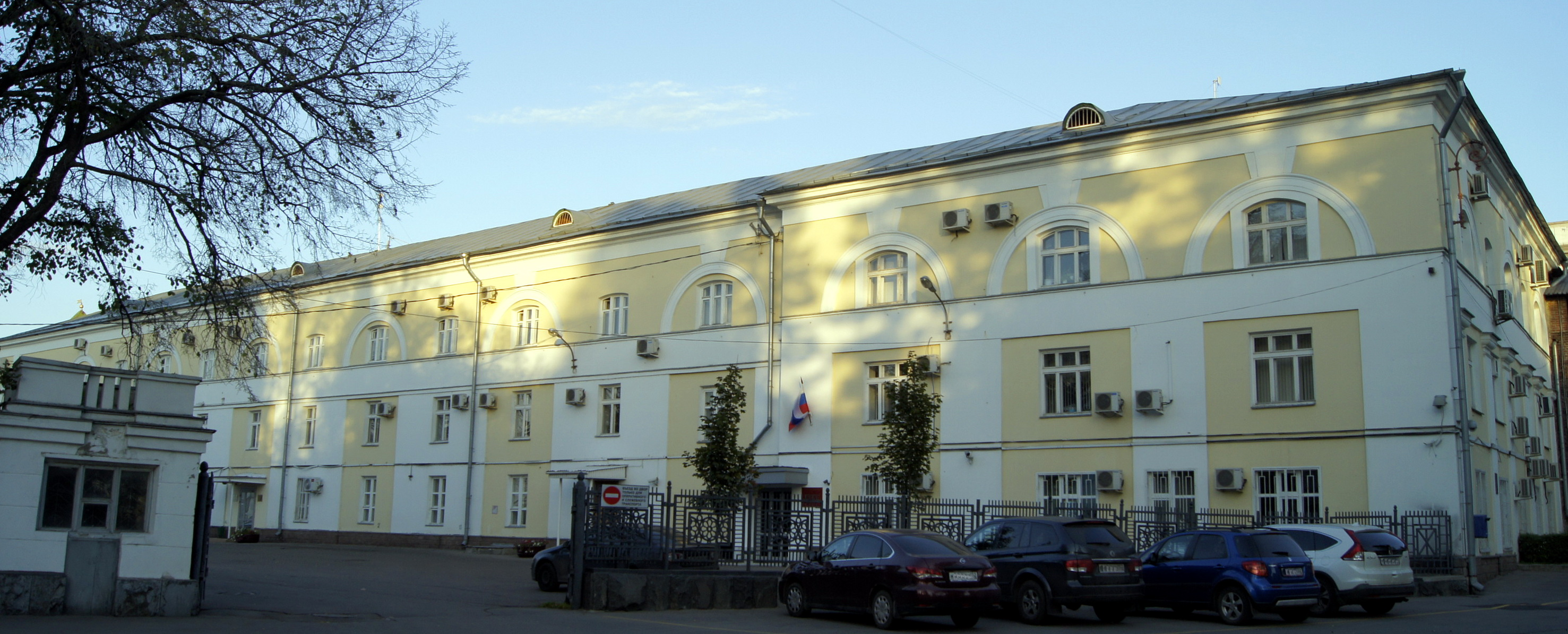
Флигель дома военного губернатора. Кремль, 4
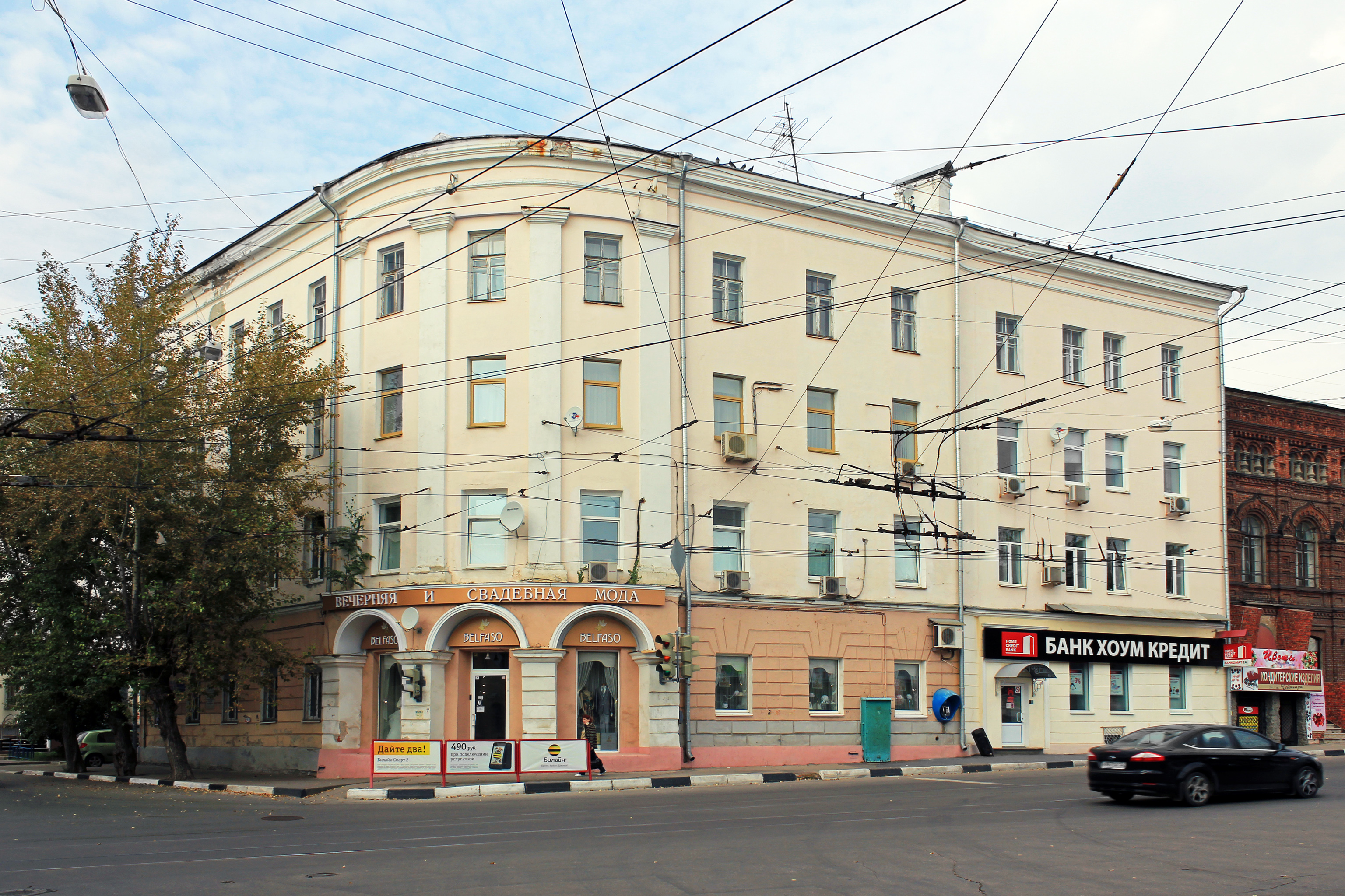
Здание уездного училища. Пискунова, 9
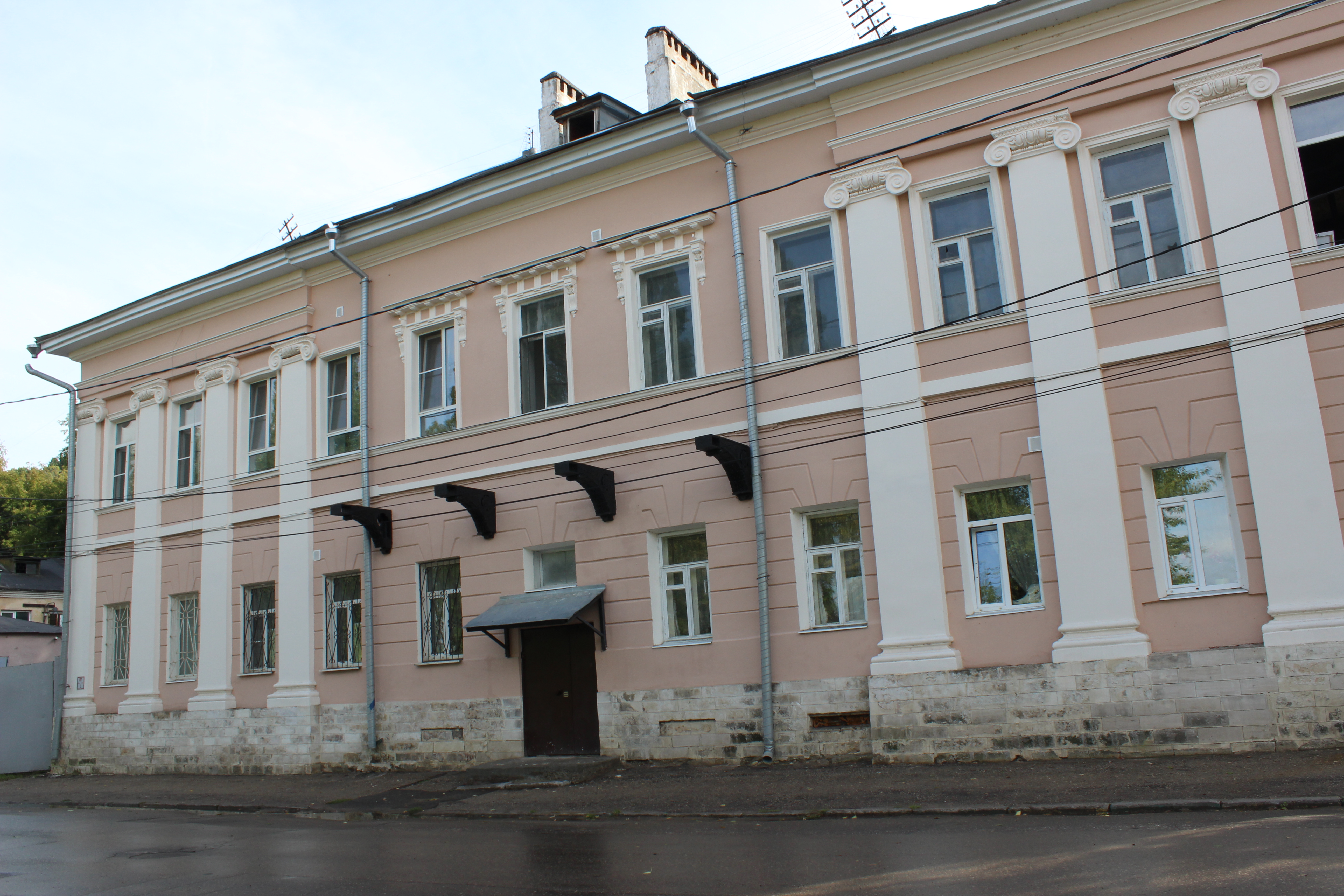
Дом Ненюковых. Черниговская, 15
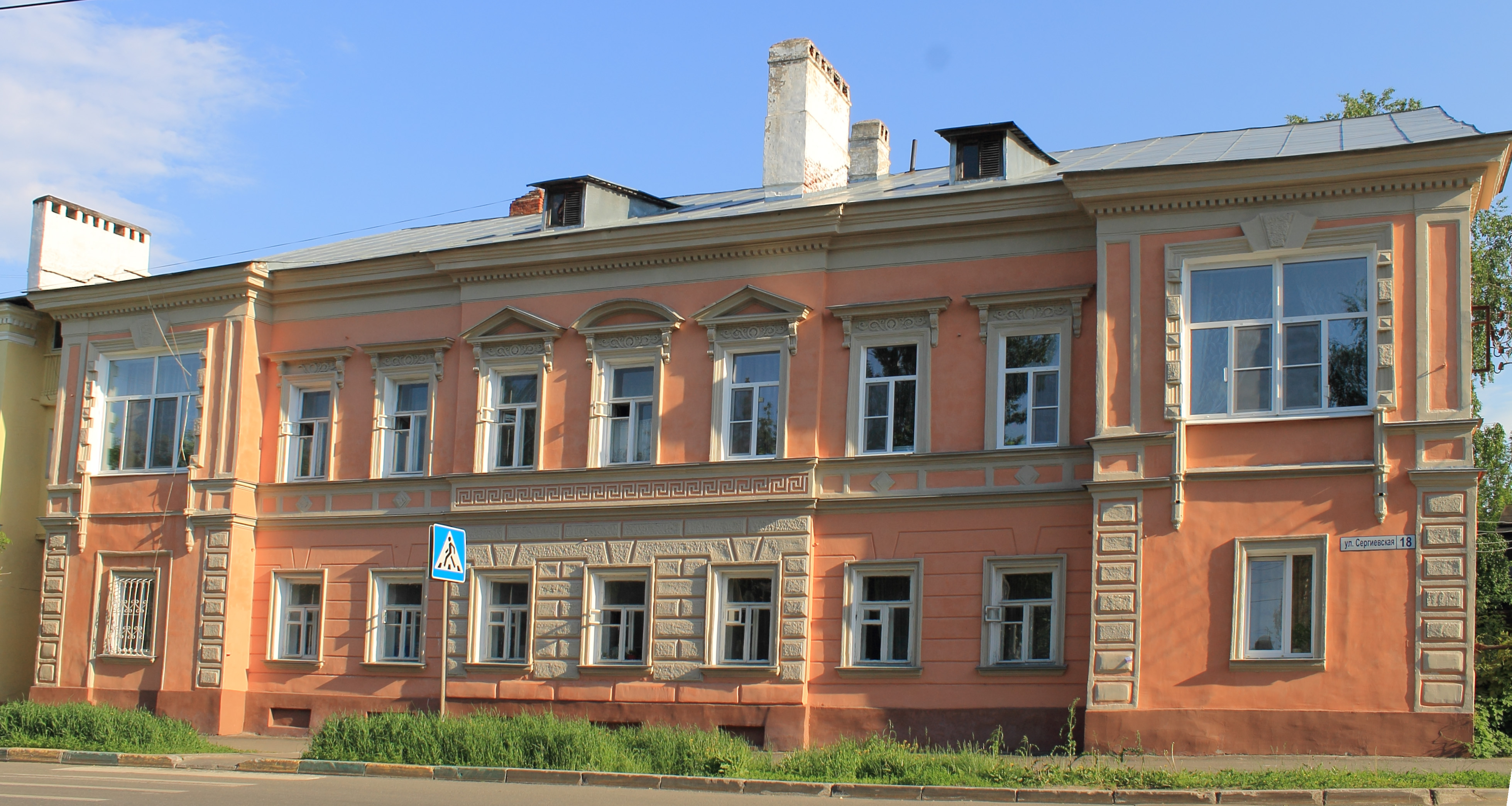
Дом Виноградовых. Сергиевская, 18
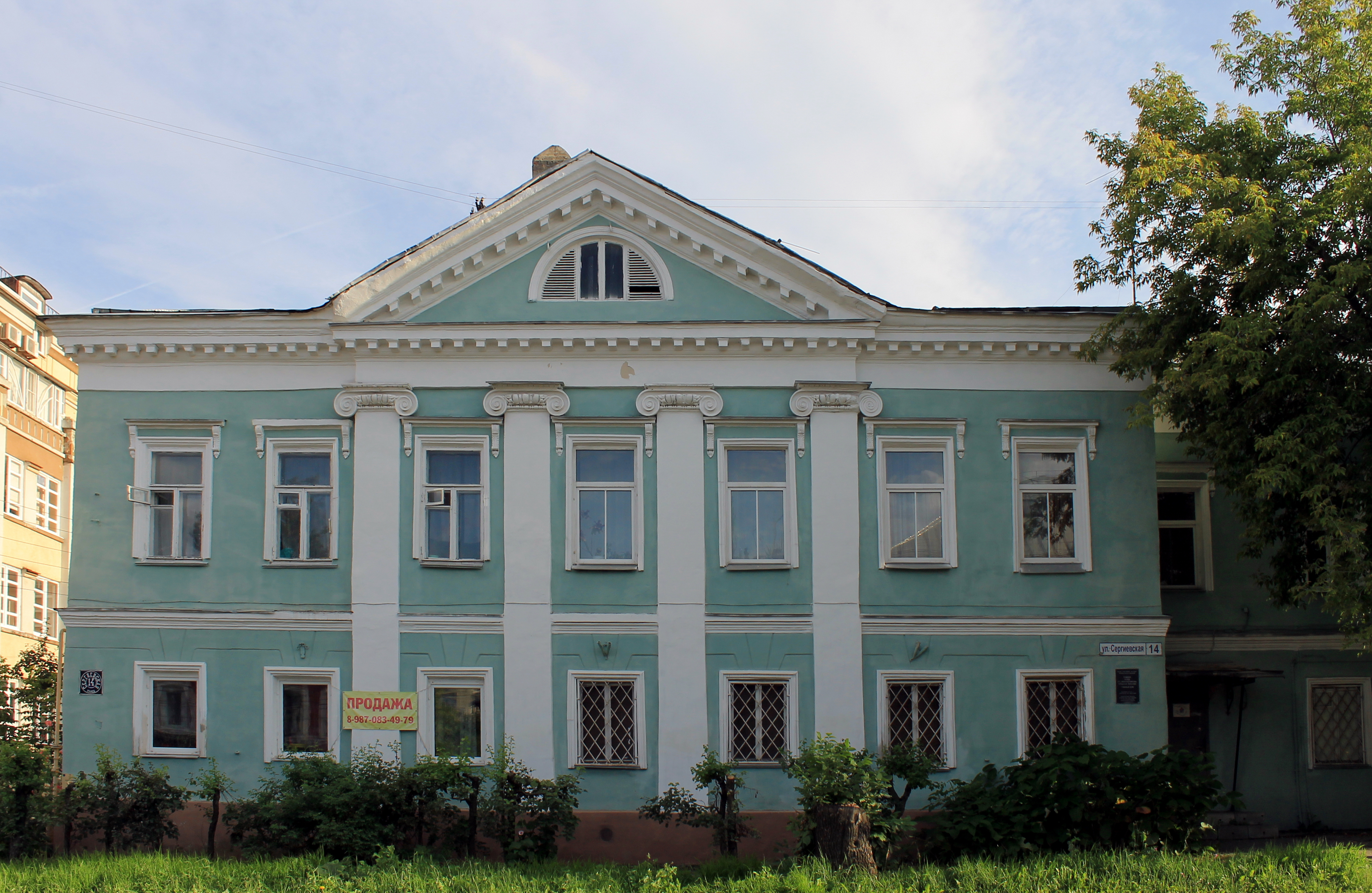
Дом Кугушевых. Сергиевская, 14
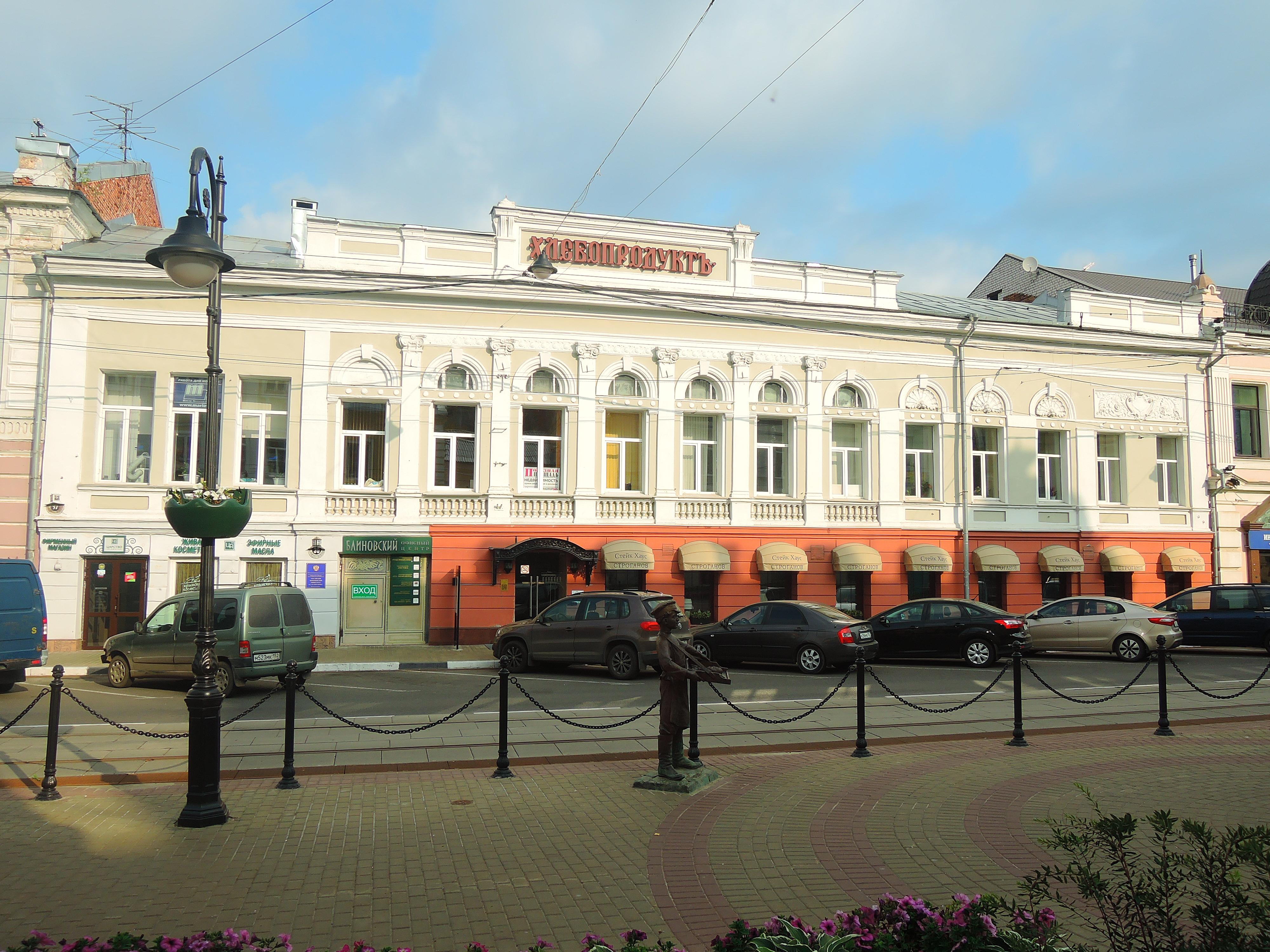
Дом Есыревых. Рождественская, 37
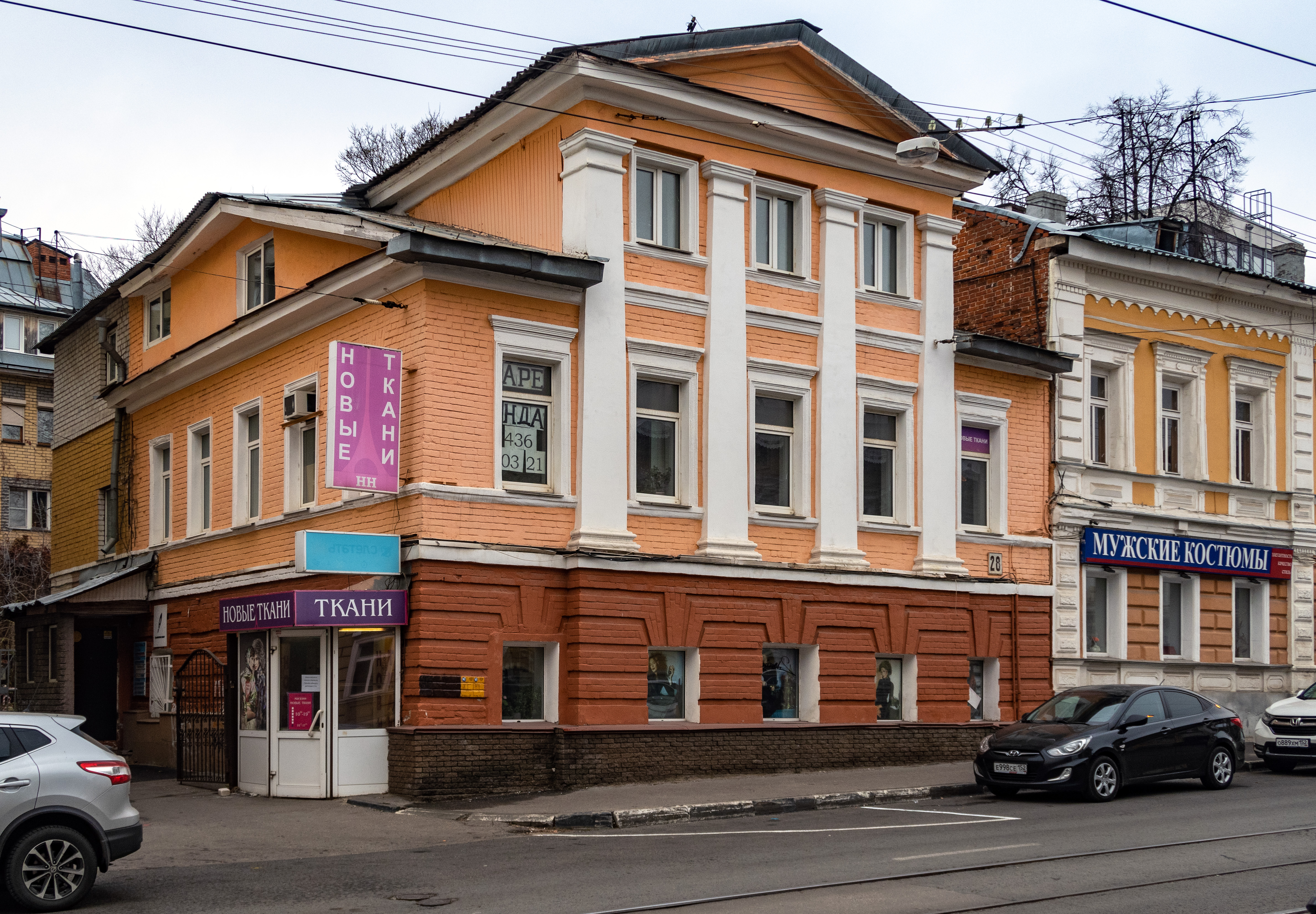
Дом Я. Наченского. Пискунова, 28
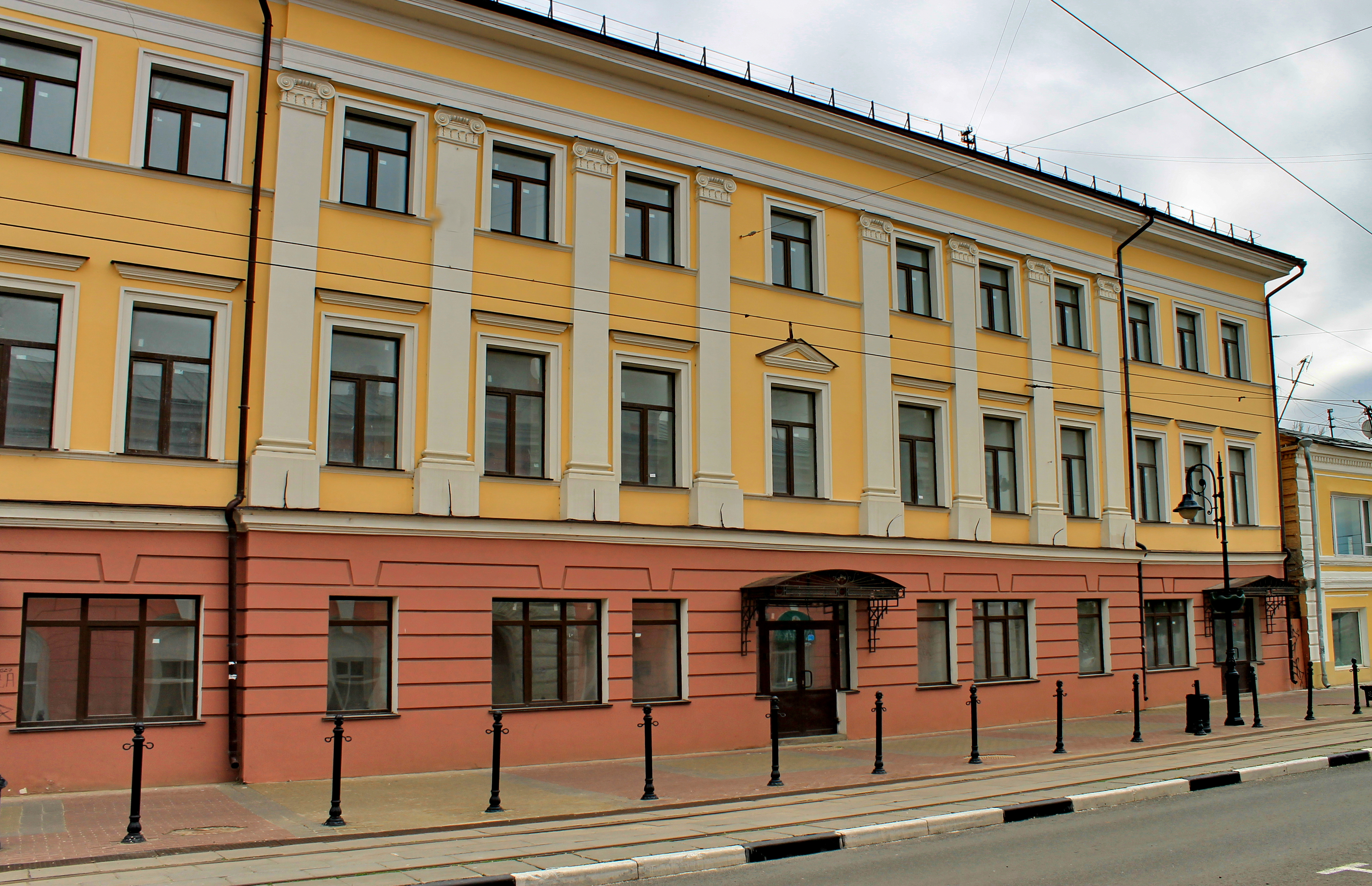
Дом И. Е. Вялова. Рождественская, 42
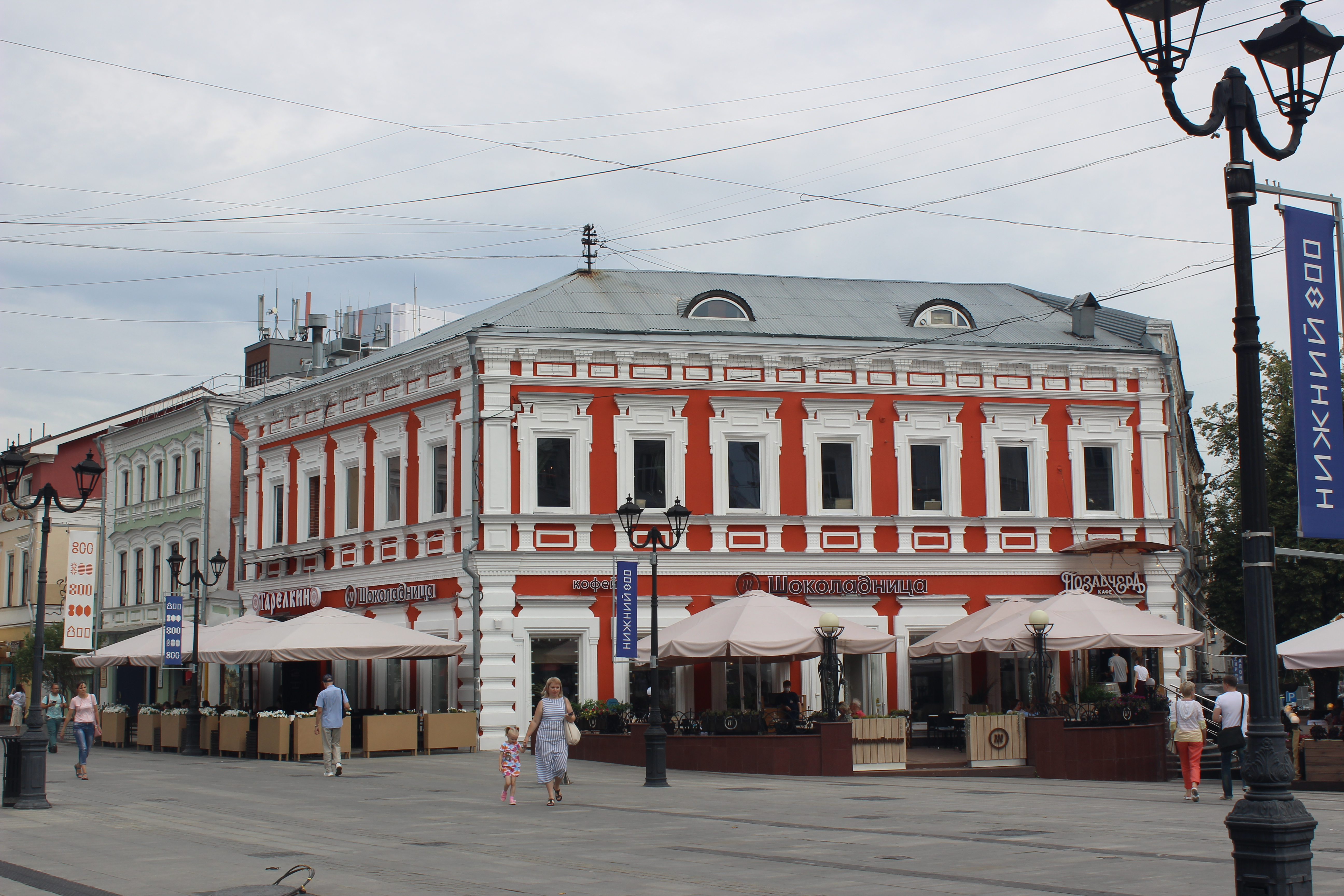
Усадьба И. К. Лопашева. Большая Покровская, 8
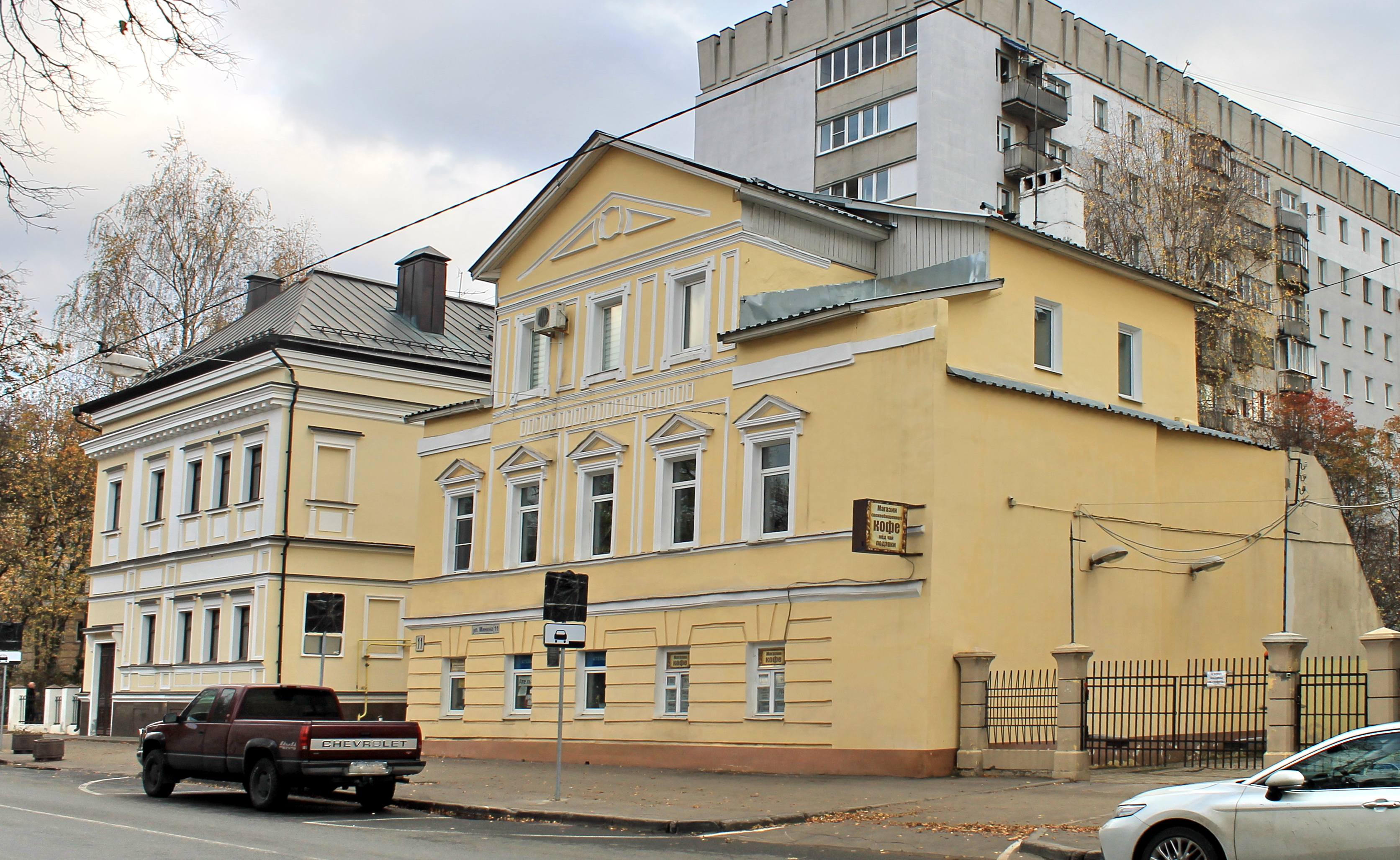
Усадьба Лебединской с флигелем. Минина, 11
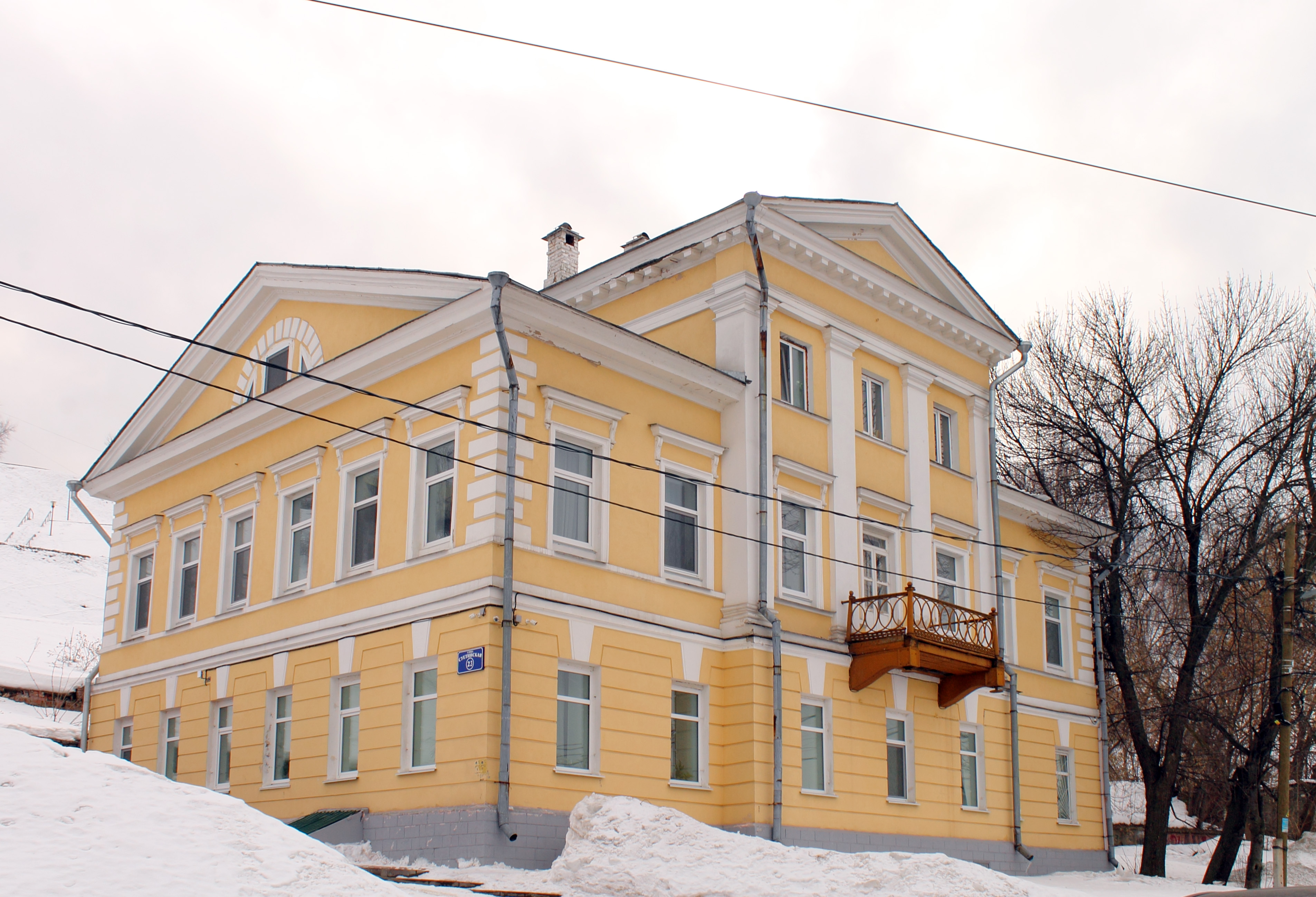
Дом Строгановых. Суетинская, 23